# Ethmodiscaceae
Famille
Les Ethmodiscaceae sont une famille d'algues de l'embranchement des Bacillariophyta (Diatomées), de la classe des Coscinodiscophyceae et de l’ordre des Ethmodiscales.

## Étymologie
Le nom de la famille vient du genre type Ethmodiscus, composé du préfixe ethm- (du grec ήθμος / éthmos), « passoire, crible, tamis », et du suffixe -discus, disque.

## Liste des genres
Selon AlgaeBase (2 juillet 2022) :
- Ethmodiscus Castracane, 1886

## Systématique
La famille des Ethmodiscaceaea été créée en 1990 par Frank Eric Round (d).

## Publication originale
- Round, F.E., Crawford, R.M. & Mann, D.G. (1990). The diatoms biology and morphology of the genera.  pp. [i-ix], 1-747. Cambridge: Cambridge University Press.